# Angaur
Pour les articles homonymes, voir Angaur (homonymie).
Angaur, aussi appelé Anguar ou Ngeaur (en japonais : アンガウル州), est l'un des seize États qui forment les Palaos. D'une superficie de 8 km2, il est peuplé de 119 habitants en 2015.

## Géographie

Carte de l'île d'Angaur en 2015, avec Ngaramasch à l'ouest.

### Géographie physique
L'État est constitué de deux îles et de deux territoires traditionnels inaliénables :
- l'île principale donne son nom à l’État : île d'Angaur. Il s'agit d'un atoll surélevé[2]. La côte orientale de l'île est sablonneuse ponctuée d'affleurements rocheux tandis que la côte occidentale est bordée par un lagon.
- quelques rochers, dont le Rois Buked et un autre non nommé, proche des rives d'Angaur.
- le lieu traditionnel nommé Lukes, point central de la création mythologique des îles des Palaos[3],[4], et
- le lieu traditionnel nommé Olimtemutel Riou Er Ngeaur.

### Géographie administrative
L’État n'est pas constitutionnellement divisé en subdivisions administratives, mais fait référence dans l'article XII(C), section 1 interdisant la sécession, aux villages traditionnels de l'île.
Les habitants sont regroupés dans la capitale, Ngaramasch. Il y aurait trois autres villages abandonnés : Rois, à l'est, Olungau et Kidel.

### Climat
Angaur a un climat océanique tropical divisé en deux saisons : d'octobre à juin, un vent nord-est traverse l'île, tandis que la saison de juillet à septembre est celle de la mousson.

## Histoire

### Peuplement
Selon Kramer, Angaur serait l'un des plus anciens lieux habités des Palaos. Avant l'arrivée des Allemands, les Angaurais obtenaient de l'eau potable en recueillant l'eau de pluie en utilisant les arbres.

### Découverte par les Occidentaux
La première fois qu'Angaur, Peleliu, Babeldaob, et Koror ont été aperçues par les Occidentaux fut lors de l'expédition espagnole de Ruy López de Villalobos à la fin de janvier 1543. Elles furent alors inscrites sur les cartes sous le nom de Los Arrecifes (« les récifs » en espagnol).

### XXesiècle

#### Période allemande (1899-1914)
Après sa défaite dans la guerre hispano-américaine, l'Espagne vendit les Palaos (dont Angaur) à l'Empire allemand en 1899. Rapidement, l'exploitation du guano, dont les dépôts sur l'île étaient estimés à 2,5 millions de tonnes, débuta. Les droits d'exploitation furent accordés à la Deutsche Sudsee-Phosphat-Aktiengesellschaft. C'est également à cette époque que deux puits d'accès à l'eau sont creusés.
Les macaques présents sur l'île d'Angaur auraient été relâchés durant la colonisation allemande.
Kramer estime que la population d'Angaur à cette période s'élève à 150 habitants.

#### Période japonaise (1914-1944)
En 1914, à la suite de l'entrée en guerre du Japon, celui-ci s'empare des colonies allemandes du Pacifique et en Chine et en contrepartie de la coopération navale anglo-japonaise 1917-1918, les îles passent sous contrôle japonais. En échange de la reconnaissance britannique des prétentions territoriales japonaises en Chine et dans le Pacifique, le Japon a envoyé le croiseur Akashi et huit destroyers à Malte, chiffre qui fut porté par la suite à 17 navires. En grande partie grâce à cette flotte d’escorte et de soutien, les convois alliés furent protégés en Méditerranée et les troupes alliées purent être acheminées d’Égypte vers Salonique et Marseille, pour prendre part à la grande offensive de 1918. 
Un incident célèbre, le destroyer Matsu a sauvé plus de trois mille soldats et membres d’équipage du navire de transport Transalyvania quand il fut torpillé au large des côtes françaises. En tout, le Japon a escorté 788 bateaux en Méditerranée, dont 700 000 hommes de troupe du Commonwealth britannique. 
Résultats : le Japon sort de la guerre avec une poignée de colonies mineures et dont la reconnaissance internationale était assez mitigée, au coût relativement bas de 2 000 morts. 
Le Japon devra ensuite s'accrocher pour ne pas se les faire reprendre quand la ligue des nations demande qu'elles soient placées sous tutelle.

#### Seconde Guerre mondiale
Du 17 au 30 septembre 1944 se déroula la bataille d'Angaur lors de l'opération Stalemate II annexe de l'opération principale Stalemate.

#### Période américaine (1944-1978)
La période américaine commence officieusement en 1944 avec l'occupation de l'île par les forces armées. Durant l'occupation américaine, un troisième puits fut creusé afin d'alimenter les forces en eaux.
Après la guerre, les deux puits initiaux furent utilisés pour les activités minières tandis que le troisième puits fut utilisé pour alimenter la population angauraise en eau. L'exploitation du phosphate par les Américains prit fin en 1954.
En 1977, à la veille de l'indépendance, la base des gardes côtes américains fut fermée.

#### Indépendance
Les Palaos devinrent indépendantes en 1978 et Angaur fut alors organisé en État au sein de la nouvelle république en 1982.

### XXIesiècle
L’État envisage la recherche de pétrole dans ses eaux.

## Politique
Le pouvoir exécutif est confié au gouverneur d'Angaur.
Le pouvoir législatif est confié à l'Olbiil Era Ngeaur, la législature d'Angaur. Elle est composée de neuf membres élus pour un mandat de deux ans.
Il n'y a pas de système judiciaire propre à Angaur, lequel est intégré au système judiciaire unifié des Palaos. L'Olbiil Era Ngeaur se réserve le droit de créer un système judiciaire propre à Angaur.

## Population et société

### Démographie

#### Évolution de la population
| 1920 | 1925 | 1930 | 1935 | 1946 | 1947 | 1954 | 1958 | 1967 |
| ---- | ---- | ---- | ---- | ---- | ---- | ---- | ---- | ---- |
| 759  | 798  | 708  | 751  | 316  | 334  | 410  | 428  | 429  |

| 1970 | 1973 | 1980 | 1986 | 1990 | 1995 | 2000 | 2005 | 2015 |
| ---- | ---- | ---- | ---- | ---- | ---- | ---- | ---- | ---- |
| 438  | 277  | 243  | 214  | 206  | 193  | 188  | 320  | 119  |

#### Habitations
Sur les 52 habitations occupées de l’État d'Angaur recensées en 2012, 50 avaient un toit de métal, bois et d'autres matériaux et deux avaient un toit en béton. En revanche, 21 avaient une fondation en béton, et 31 avaient des fondations en bois ou par tassement. Cinquante avaient accès à l'eau courante. Aucune n'avait un accès aux égouts publics. Enfin, la totalité des maisons occupées avaient accès à l'électricité. En revanche, seulement six maisons avaient internet.

### Éducation
L’État compte une école : la Angaur Elementary School (école élémentaire d'Angaur). Créée en 1945, elle ne compta que 30 élèves jusqu'en 1947 car les familles avaient fui vers Babeldaob. La première école occupa un ancien bâtiment militaire dans le hameau de Iwaiu, près de la plage. L'école fut déplacée sur son site actuel en 1953, avant de déménager près des quais (sur le site de l'ancienne école) puis de retourner définitivement à son site actuel (le même qu'en 1953).

### Transports
L’État possède un port, le port d'Angaur, se trouvant sur la côte ouest et servant pour le transport et la pêche. En 2011, l'île n'était reliée au reste des Palaos par un ferry qu'une fois par semaine. Le bateau de l’État s'appelle le Yamato Maru.
L’État dispose également d'une petite piste d’atterrissage dans l'est de l'île. Toutefois, en 2011, aucune liaison aérienne n'était assurée entre Angaur et Koror. La piste est allongée et rénovée en août 2020 par les forces armées des États-Unis.

### Culte
L'île comprend une église : l'église Notre-Dame du Rosaire.

## Économie
Les principales activités de l'État sont la pêche et le tourisme avec le surf et les casinos autorisés en 2003. Entre 1909 et 1954, une mine de phosphate a été exploitée.
Avant 1943, la culture du cocotier était une des sources de subsistance de l'île, mais les arbres furent tués par une infestation d'Oryctes rhinoceros.

## Culture et patrimoine

### Langues officielles
Outre l'anglais et le paluan, le japonais, trace de l'occupation japonaise, est troisième langue officielle de l'État,,. Cependant, selon le recensement de 2005, aucun des habitants de l'île âgé de 5 ans et plus ne parle japonais à la maison. Étant donné que le japonais est seulement la langue nationale de facto du Japon,, Angaur est le seul endroit où cette langue a un statut officiel de jure.

### Drapeau

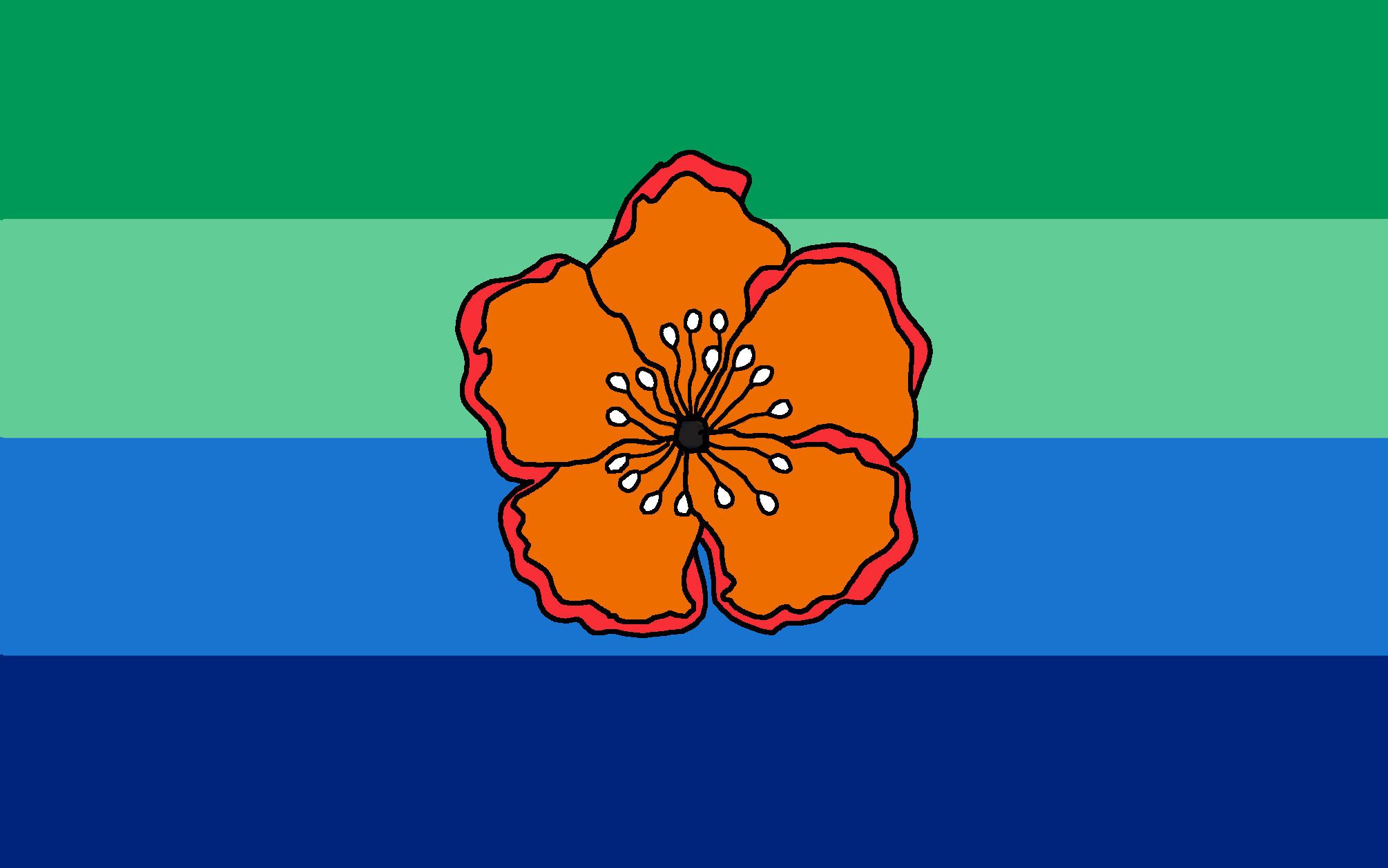
Drapeau de l’État.

En premier plan du drapeau figure une fleur orange avec dix-huit étamines. Il s'agit d'une fleur kelau utilisée dans les cérémonies appelées Ngasech. Elle représente l'unité des Angaurais (kltalreng). Les dix-huit étamines représentent les dix-huit clans d'Angaur. Les quatre bandes représentent les hameaux traditionnels de Angaur. Leurs couleurs évoquent la mer (les bleus) et l’île (les verts).

### Environnement
La végétation de l'île a presque entièrement été détruite lors de la bataille d'Angaur en 1944.
L'île accueille une petite population d'escargots endémiques, l'espèce Aaadonta angaurana. Celle-ci est en danger critique d'extinction, voire éteinte. De même, une sous-espèce de Candoia superciliosa, le Candoia superciliosa crombiei, est endémique d'Angaur.
Une population de macaques crabiers fut introduite sur l'île, probablement vers 1909, et menace l'agriculture locale, bien que certains Angaurais voient l'espèce comme une part de leur culture. Il y en aurait environ 400 sur l'île (la population de l'île est, à titre de comparaison, d'environ 150 personnes).

## Sources

#### Documents officiels
- (en) Constitution of the State of Angaur, Angaur, 1982 (lire en ligne).
- (en) Bureau du budget de la planification, Census Monograph Report, Ministère des Finances, 2005 (lire en ligne)
- (en) Ministère des finances de la République des Palaos, Statistical Yearbook, 2013 (lire en ligne)
- (en) Bureau du budget de la planification, Census of population, housing, agriculture, Ministère des Finances, 2015 (lire en ligne)

#### Ouvrages et articles
- (en) Meked Besebes et Lynda D. Tellames, Preserving Traditional Place Names in Palau, 2017, 16 p. (lire en ligne)
- (en) Malama Meleisea, The Cambridge History of the Pacific Islanders, Cambridge University Press, 25 mars 2004, 540 p. (ISBN 978-0-521-00354-4)
- (en) Robert Evans, Palau : A Cultural Geography, iUniverse, 23 septembre 2016, 470 p. (ISBN 978-1-5320-0166-6)
- Bruce P. Wheatley, « Ethnophoresy of longtailed macaques », dans Agustín Fuentes, Monkeys on the Edge: Ecology and Management of Long-Tailed Macaques and their Interface with Humans, Cambridge University Press, 2011 (ISBN 9781139500418)
- (en) Ted Arnow, « Effects of Phosphate Mining on the ground water of Angaur, Palau Islands Trust Territory of the Pacific Islands », Geological Survey Water-Supply Paper,‎ 1961 (lire en ligne)
- (en) L. J. Gorenflo, « Demographic Change in the Republic of Palau », Pacific Studies, Washington, Argonne National Laboratory, vol. 9, no 3,‎ septembre 1996 (lire en ligne)
- (en) James Burney, A chronological history of the discoveries in the South Sea or Pacific Ocean, vol. I, Londres, 1813
- (en) Mike Hollywood, Papa Mike's Palau Islands Handbook, iUniverse, 2006, 160 p. (ISBN 978-0-595-37607-0), p. 90 à 97
- (en) « Palau's Angaur State backs oil drilling », Pacific Islands Report,‎ 15 juin 2016 (lire en ligne)

#### Sites internet
- (en) « Angaur Elementary School », sur le site du Ministère de l’éducation des Palaos (consulté le 14 février 2018)
- (en) Leon Gulibert, « Palau State Flags: 3 », sur Pacific Digital Library, 16 mars 2000

#### Sources navales
- Naval War College Review, hiver 2000, vol. LIII, n° 1
- Paul G. Halpern, The Naval War in the Mediterranean, 1914–1918 (Annapolis, Md.: Naval Institute Press, 1987), p. 344 ;
- U.S. Naval Institute Proceedings, July 1917, p. 1616 ;
- Hans Hugo Sokol, Oesterreich-Hungarns Seekrieg 1914–1918, 2 vols., 2d ed. (Graz, Austria: Akademische Druck-u. Verlags Anstalt, 1973), vol. 2, p. 523.
- Akira Iriye, Across the Pacific: An Inner History of American–East Asian Relations (New York: Harcourt, Brace & World, 1967), pp. 135–7.
- Ian H. Nish, The Anglo-Japanese Alliance: The Diplomacy of Two Island Empires, 1884–1907, 2d ed. (London: Athlone Press, 1985), pp. 17–9, 111–6, 230.
- Ruddock F. Mackay, Fisher of Kilverstone (Oxford, U.K.: Clarendon Press, 1973), p. 328; and Nish, Anglo-Japanese Alliance, p. 353.
- Peter Lowe, Great Britain and Japan, 1911–15 (London: Macmillan, 1969), pp. 178–9; and Peter Padfield, The Great Naval Race (New York: David McKay, 1974), p. 293.
- Churchill’s Statement (Navy Estimates) (17 March 1914) in Parliamentary Debates, Commons, 5th. Ser., vol. 59 (1914).
- Edward S. Miller, War Plan Orange (Annapolis, Md.: Naval Institute Press, 1991), pp. 109–10 ; and Michael Montgomery, Imperialist Japan: The Yen to Dominate (London: Christopher Helm, 1987), pp. 233–4; and Lowe, p. 181.
- Sir Edward Grey to Greene, 36531, 4 August 1914; 37691, 10 August 1914; 37900, 11 August 1914, Confidential Print, Japan (1914) Foreign Office [hereafter FO] 410/63, Public Records Office [hereafter PRO], London, England; and Sir Martin Gilbert, Winston Churchill, vol. 3, 1914–1916 (Boston: Houghton Mifflin, 1971), p. 43.
- Ian H. Nish, Japanese Foreign Policy (London: Routledge and Kegan Paul, 1977), pp. 93, 95; and Masamichi Royama, Foreign Policy of Japan: 1914–1939 (1941; repr. Westport, Conn.: Greenwood Press, 1973), pp. 3, 7, 17–8.
- ONI, “Japanese Naval Activities during European War,” 11 December 1918, RG 38, Naval Attache Reports, U-4-B, 11083, pp. 2–3, National Archives, Washington, D.C.
- “Official Report of Japanese Naval Activities during the War,” 11 December 1918, translation of official statement issued by Japanese Navy Department on 8 December 1918, ONI, RG 38, Naval Attache Reports, U-4-B, 11083, p. 2, National Archives, Washington, D.C.
- Randal Gray, ed., Conway’s All the World’s Fighting Ships, 1906–1921 (London: Conway’s Maritime Press, 1985), p. 222; Montgomery, p. 237; and ONI, “Official Report of Japanese Naval Activities,” p. 3.
- ONI,“Japanese Naval Activities during European War,” pp. 3–7, and “Official Report of Japanese Naval Activities,” p. 4; and Gray, ed., p. 222.
- ONI, “A Brief Account of Japan’s Part in the World War,” 16 September 1921, RG 38, Naval Attache Reports, U-4-B, 11083, National Archives, Washington, D.C., p. 2.; Gray, ed., p. 222;
- Anthony E. Sokol, The Imperial and Royal Austro-Hungarian Navy (Annapolis, Md.: Naval Institute Press, 1968), pp. 89–90.
- ONI, “Operations—Japanese Navy in the Indian and Pacific Oceans during War—1914–1918,” RG 45, Subject File 1911–1927, WA-5 Japan, box 703, folder 10, NND 913005, p. 98, and “Official Report of Japanese Naval Activities,” p. 5; and Stephen Howarth, The Fighting Ships of the Rising Sun (New York: Atheneum, 1983), p. 128.
- ONI, “Japanese Naval Activities during European War,” p. 9, and “Operations—Japanese Navy,” pp. 121–3, 126–8, 130–2, 141–2.
- Malcolm D. Kennedy, The Estrangement of Great Britain and Japan, 1917–1935 (Berkeley: Univ. of California Press, 1969), p. 13.
- Arthur J. Marder, From the Dreadnought to Scapa Flow, vol. 4, 1917: Year of Crisis (London: Oxford Univ. Press, 1969), p. 100.
- David F. Trask, Captains & Cabinets: Anglo-American Naval Relations, 1917–1918 (Columbia: Univ. of Missouri Press, 1972), pp. 102–4.
- ONI, “Japanese Naval Activity and Other Contributions to the European War,” p. 1, and “Official Report of Japanese Naval Activity,” p. 8; and Ian Nish, “Japan in Britain’s View of the International System, 1919–37,” in Anglo-Japanese Alienation, 1919–1952, ed. Ian Nish (Cambridge, U.K.: Cambridge Univ. Press, 1982), p. 29.
- ONI, “Operations—Japanese Navy,” pp. 10–1; and Paul G. Halpern, A Naval History of World War I (Annapolis, Md.: Naval Institute Press, 1994), p. 393.
- “Naval Transport and Convoy,” The Times History and Encyclopedia of the War, 22 vols., 11 June 1918, vol. 16, p. 173; “The Navy’s Work in 1917,” ibid., 18 December 1917, vol. 14, p. 164; and Henry Newbolt, History of the Great War (Based on Official Documents) Naval Operations, 5 vols. (London: Longmans, Green, 1928), vol. 4, p. 295.
- Howarth, Fighting Ships of the Rising Sun, p. 130.
- Hosoya Chihiro, “Britain and the United States in Japan’s View of the International System, 1919–1937,” in Anglo-Japanese Alienation, 1919–1952, ed. Ian Nish (Cambridge, U.K.: Cambridge Univ. Press, 1982), pp. 8–9..

## Compléments